# Фил Хил
Филип Тол Хил Джуниър (на английски: Philip Toll Hill Jr.), е бивш американски автомобилен състезател и пилот от Формула 1, Световен шампион за 1961.
Единственият световен шампион във Формула 1, роден в Маями, щ. Флорида, САЩ на 20 април 1927 г. Почива от болестта на Паркинсон в Монтерей, щ. Калифорния, САЩ на 28 август 2008 г.

## Награди
- През 1991, е включен в Международната зала на славата в моторните спортове.

Победи:
- 24-те часа на Льо Ман (3): 1958, 1961, 1962
- 12-те часа на Зебринг (3): 1958, 1959, 1961
- 1000-те км на Буенос Айрес (2): 1958, 1960
- 1000-те км на Нюрбургринг (2): 1962, 1966
- Формула 1 Голяма награда на Италия (2): 1960, 1961
- Формула 1 Голяма награда на Белгия (1): 1961